# Corporação (álbum)
Corporação é o terceiro álbum de estúdio do grupo Bonde da Stronda, lançado em 4 de Julho de 2012 no formato de mixtape, anteriormente planejado para EP, contendo 14 faixas. O clipe da música "Tem que respeitar" com Dudu Nobre foi lançado no dia 13 de julho de 2012. No dia 4 de outubro de 2012 foi lançado o clipe da música "Zika do Bagui" com Pollo.

## Faixas
| Edição Mixtape |                                                    |            |         |  |
| N.º            | Título                                             | Álbum      | Duração |  |
| 1.             | "Zica do Bagui (part Pollo)"                       |            | 4:19    |  |
| 2.             | "Swing do Bonde (part Alandin MC)"                 |            | 4:48    |  |
| 3.             | "Perdão, Pela Minha Vida Louca (part MP)"          |            | 4:29    |  |
| 4.             | "Ela Tem Estilo"                                   |            | 3:53    |  |
| 5.             | "SWAG"                                             |            | 4:32    |  |
| 6.             | "Tem Que Respeitar (part Dudu Nobre)<sm/smallall>" |            | 3:46    |  |
| 7.             | "É Nós Família"                                    | A Profecia | 5:26    |  |
| 8.             | "Playsson Raiz"                                    | A Nova Era | 3:37    |  |
| 9.             | "Nossa Química"                                    | A Nova Era | 4:42    |  |
| 10.            | "A Profecia"                                       | A Profecia | 5:35    |  |
| 11.            | "Esbórnia e Álcool"                                | A Profecia | 3:59    |  |
| 12.            | "XXT"                                              | A Nova Era | 3:16    |  |
| 13.            | "Mansão Thug Stronda (part Mr. Catra)"             | A Nova Era | 6:08    |  |
| 14.            | "Das Antigas"                                      |            | 5:27    |  |

| Edição Padrão  |                                           |         |  |
| N.º            | Título                                    | Duração |  |
| 1.             | "Zica do Bagui (part Pollo)"              | 4:19    |  |
| 2.             | "Swing do Bonde (part Alandin MC)"        | 4:48    |  |
| 3.             | "Perdão, Pela Minha Vida Louca (part MP)" | 4:29    |  |
| 4.             | "Ela Tem Estilo"                          | 3:59    |  |
| 5.             | "SWAG"                                    | 4:32    |  |
| 6.             | "Tem Que Respeitar (part Dudu Nobre)"     | 3:46    |  |
| 7.             | "Das Antigas"                             | 5:27    |  |
| Duração total: | Duração total:                            | 31:01   |  |

## Videoclipes
O primeiro videoclipe do álbum foi da faixa "Tem Que Respeitar", sendo lançado no dia 13 de Julho de 2012, música que faz uma mistura de hip-hop com pagode, onde Dudu Nobre e Mr. Thug tocam seus cavaquinhos juntamente a uma batida de rap. O clipe foi gravado na casa de um amigo da banda na Barra da Tijuca e teve mais de 140 mil visualizações em seu primeiro dia de lançamento na internet. Tem que Respeitar foi produzido por Galerão Filmes, sendo dirigido por Babi Haínni.
As gravações do segundo clipe do álbum com a faixa "Zika do Bagui" que conta com a participação do grupo Pollo, começaram em 30 de agosto de 2012. O clipe teve o seu lançamento oficial no dia 4 de outubro de 2012 e foi produzido por Galerão Filmes e dirigido por Babi Haínni e Daniel Lima.
Bonde da Stronda terminaram as gravações do terceiro clipe do álbum, que iniciaram em fevereiro de 2013, da faixa "Swing do Bonde" onde já havia sido anunciado um teaser em JMCD Channel. O Clipe foi lançado oficialmente em 15 de março de 2013 com a participação de Alandin MC, filho de Mr. Catra.
As gravações do clipe "Das Antigas" iniciaram-se em 19 de maio de 2013, onde Mr. Thug veio postando várias fotos em suas redes sociais das gravações. Um dos cenários do clipe, que teve as gravações finalizadas no fim de maio, foi o Aeroclube Escola de Maricá, na Região Metropolitana do Rio de Janeiro. O vídeo em tema de preto e branco que mostra algumas das pessoas que ajudaram o começo do grupo, sendo dirigido por Júnior Marques e, lançado oficialmente em 9 de junho de 2013 e tendo mais de 66 mil visualizações durante seu primeiro dia. Após três dias de lançamento no YouTube o vídeo passou de 150 mil acessos e foi destaque na página inicial do site.
Bonde da Stronda também insinuou em seu perfil do twitter que pretendem também em 2013 lançar o clipe para a faixa "Perdão, Pela Minha Vida Louca", mas o videoclipe nunca foi gravado.
| Ano  | Single            | Informações |
| ---- | ----------------- | --- |
| 2012 | Tem Que Respeitar | - Lançamento: 13 de Julho de 2012 - Participação: Dudu Nobre - Produção: Galerão Filmes - Direção: Babi Haínni           |
| 2012 | Zika do Bagui     | - Lançamento: 4 de outubro de 2012 - Participação: Pollo - Produção: Galerão Filmes - Direção: Babi Haínni e Daniel Lima |
| 2013 | Swing do Bonde    | - Lançamento: 15 de março de 2013 - Participação: Alandin - Produção: JMCD Channel - Direção: Junior Marques             |
| 2013 | Das Antigas       | - Lançamento: 9 de junho de 2013 - Produção: JMCD Channel - Direção: Junior Marques                                      |